# Carmen Calvo
María del Carmen Calvo Poyato, mer känd som Carmen Calvo, född 7 juni 1957 i Cabra, Córdoba, är en spansk politiker, biträdande premiärminister (vice regeringspresident) och jämställdhetsminister i spanska regeringen.
Calvo har doktorerat i statsrätt, hon var kulturminister i Andalusiens regionala regering (1996-2004) och kulturminister (2004-2007) under José Luis Rodríguez Zapatero. Sedan juni 2017 är hon jämställdhetssekreterare för PSOE. Calvo är engagerad i feminismen och jämställdhet. Hon är medförfattare till flera böcker, bland dem La mujer en España, Política social para la igualdad de los sexos och Política social y Estado de bienestar ("Kvinnan i Spanien", "Socialpolitik för jämställdhet mellan könen", "Socialpolitik och välfärdsstaten").
Hon drabbades av COVID-19 i mars 2020. I maj samma år tillkännagavs hennes tillfrisknande.